# Горняк (Марий Эл)
 Горняк  — посёлок в Сернурском районе Республики Марий Эл. Входит в состав Чендемеровского сельского поселения.

## География
Находится в северо-восточной части республики Марий Эл на расстоянии приблизительно 8 км на юго-запад от районного центра посёлка Сернур.

## История
Официально образован 25 декабря 1980 года. В июле 1968 года начал работать Памашъяльский каменный карьер по добыче и переработке камня для производства строительного щебня и известняковой муки. С 1980 по 1990 годы в посёлке построили 15 одноквартирных домов, 3 многоквартирных, котельную и очистные сооружения, ясли-сад, начальную школу.

## Население
Население составляло 281 человек (мари 88 %) в 2002 году, 315 в 2010.